# Nieste (Gemeinde)
Nieste ist eine Gemeinde und ein staatlich anerkannter Erholungsort im nordhessischen Landkreis Kassel.

## Geographie

### Geographische Lage
Nieste liegt im Tal der Nieste am Westhang des Kaufunger Walds, etwa zwölf Kilometer östlich des Zentrums von Kassel. Seine Gemarkung erstreckt sich entlang der Nieste auf etwa 7,5 km Länge, wobei die Gemarkungsbreite flussaufwärts der Ortslage im Prinzip der Breite der waldfreien Talaue entspricht und somit meist nicht mehr als 100 m beträgt. Westlich von Nieste breitet sich die Gemarkung oberhalb des Niestetals rund um den etwa 355 m ü. NN hohen Gerholdsberg immerhin etwa 1,5 km weit nach Süden aus. Die bebaute Ortslage hingegen liegt brückenkopfartig auf dem einzigen Gemarkungsteil nennenswerter Größe nördlich der Nieste und wird an der weiteren Ausdehnung allseitig durch die niedersächsische Landesgrenze gehindert. Nieste liegt an der Deutschen Märchenstraße, die von Hanau nach Bremen führt.
Nieste umfasst nur die gleichnamige Gemarkung (Gmk.-Nr. 61554) und ist neben Bad Salzschlirf die einzige Gemeinde im Regierungsbezirk Kassel ohne Ortsteile. Sie ist mit 4,05 km² die nach Fläche kleinste Gemeinde Hessens.

### Nachbargemeinden
Nieste grenzt im Norden an die Gemeinde Staufenberg (im Landkreis Göttingen in Niedersachsen), im Süden an das gemeindefreie Gebiet Gutsbezirk Kaufunger Wald (Werra-Meißner-Kreis) und die Gemeinde Kaufungen, sowie im Westen an die Gemeinde Niestetal (beide im Landkreis Kassel).

## Geschichte
Die älteste erhalten gebliebene urkundliche Erwähnung als de Nieste weist in das Jahr 1293. In einer anderen Nennung wird Nieste bereits im Jahr 1019 genannt, damals war Bardo von Sichelnstein nach Kaufungen unterwegs, als er an der Grenze seines Besitzes eine Kapelle der heiligen Anna, sowie ein Wirtshaus erbauen ließ. Alle zwei Jahre wurden Wallfahrten dorthin unternommen, 1306 wurden dort durch Landgraf Heinrich von Hessen und Herzog Albrecht von Braunschweig einige Häuser errichtet. Das so entstandene Dorf erhielt den Namen Nyste (neue Stätte). Während des 13. Jahrhunderts ist eine adlige Familie aus Nieste belegt, so werden 1290 die Brüder Engelfried und Heimbert, sowie Hermann und Conrad von Nyste genannt. 1289 und 1301 war Hermann, 1323 Conrad Ratsherr in Münden. Hermann war es zudem, der 1289 in der Kirche zu Gimte den Altar stiftete. Im Vertrag von 1536 gehörte Nieste der Landgrafschaft Hessen und dem braunschweigischen Fürstentum Calenberg zu gleichen Teilen. Nur die Kirche wurde nicht aufgeteilt. 1831 trat das Königreich Hannover seine Hälfte an das Kurfürstentum Hessen ab.
Im Jahr 2010 wurde zwischen Hessen und Niedersachsen ein Staatsvertrag geschlossen über einen Gebietstausch von 51 Flurstücken der Gemarkung Escherode, die an die Ortslage von Nieste grenzen, gegen 6 Flurstücke der Gemeinde Nieste in der Nähe der Ortslage von Dahlheim. Die zu tauschenden Flächen sind jeweils insgesamt 14,48 Hektar groß. Hintergrund dieser Grenzänderung war, dass sowohl die gesamten Sportanlagen als auch die Kreisschulturnhalle und das Regenrückhaltebecken der Gemeinde Nieste auf Grundstücken im Gemeindegebiet von Staufenberg errichtet wurden. Dadurch entstanden Zuständigkeitsprobleme für die Gemeinden. Einwohner waren von der Grenzänderung nicht betroffen. Der Staatsvertrag trat nach Hinterlegung der Ratifikationsurkunden am 1. Juni 2011 in Kraft.

## Politik

### Gemeindevertretung
Die Kommunalwahl am 14. März 2021 lieferte folgendes Ergebnis, in Vergleich gesetzt zu früheren Kommunalwahlen:
| Gemeindevertretung – Kommunalwahlen 2021 | Gemeindevertretung – Kommunalwahlen 2021                    |
| --- | ----------------------------------------------------------- |
| Stimmenanteil in %Wahlbeteiligung 56,9 % 706050403020100 52,3 (−11,0)28,8 (+8,8)18,9 (+2,1) SPDCDUUWNc20162021Anmerkungen:c Unabhängige Wähler Nieste | SitzverteilungInsgesamt 15 Sitze - SPD: 8 - UWN: 3 - CDU: 4 |

| Parteien und Wählergemeinschaften | Parteien und Wählergemeinschaften           | % 2021 | Sitze 2021 | % 2016 | Sitze 2016 | % 2011 | Sitze 2011 | % 2006 | Sitze 2006 | % 2001 | Sitze 2001 |
| SPD                               | Sozialdemokratische Partei Deutschlands     | 52,3   | 8          | 63,3   | 9          | 100    | 15         | 79,7   | 12         | 77,0   | 12         |
| CDU                               | Christlich Demokratische Union Deutschlands | 28,8   | 4          | 20,0   | 3          | —      | —          | 20,3   | 3          | 23,0   | 3          |
| UWN                               | Unabhängige Wähler Nieste                   | 18,9   | 3          | 16,8   | 3          | —      | —          | —      | —          | —      | —          |
| Gesamt                            | Gesamt                                      | 100,0  | 15         | 100,0  | 15         | 100,0  | 15         | 100,0  | 15         | 100,0  | 15         |
| Wahlbeteiligung in %              | Wahlbeteiligung in %                        | 56,9   | 56,9       | 57,5   | 57,5       | 54,3   | 54,3       | 55,8   | 55,8       | 61,8   | 61,8       |

### Bürgermeister
Nach der hessischen Kommunalverfassung wird der Bürgermeister für eine sechsjährige Amtszeit gewählt, seit dem Jahr 1993 in einer Direktwahl, und ist Vorsitzender des Gemeindevorstands, dem in der Gemeinde Nieste neben dem Bürgermeister ehrenamtlich ein Erster Beigeordneter und vier weitere Beigeordnete angehören. Bürgermeister ist seit dem 1. Oktober 2021 der parteiunabhängige Klaus Missing, der bis dahin als Erster Beigeordneter dem Gemeindevorstand angehörte. Sein Amtsvorgänger Edgar Paul (SPD) war durch den Bürgerentscheid vom 30. Mai 2021 über seine Abwahl mit Wirkung vom 2. Juni 2021 aus der vierten Amtszeit vorzeitig ausgeschieden. Weil er im April 2020 rechtskräftig wegen Untreue verurteilt worden war, hatte die Gemeindevertretung die Einleitung eines Abwahlverfahrens beschlossen. Als er danach die Frist zur freiwilligen Amtsniederlegung verstreichen ließ, verbot ihm die Kommunalaufsicht des Landkreises Kassel am 29. März 2021 die Weiterführung der Amtsgeschäfte. Danach leitete Klaus Missing als Erster Beigeordneter die Gemeindeverwaltung kommissarisch und die Wahl eines neuen Bürgermeisters musste vorgezogen werden, zu der er selbst auch kandidierte. Klaus Missing erhielt am 26. September 2021 im ersten Wahlgang bei 83,89 Prozent Wahlbeteiligung 60,49 Prozent der Stimmen.
Amtszeiten der Bürgermeister
- 2021–2027 Klaus Missing[12]
- 2001–2021 Edgar Paul (SPD)[13]
- 1983–2001 Heinrich Holzhauer (SPD)
- 1959–1983 Karl-Heinz Siebert (SPD)
- 1952–1959 Andreas Kraft (SPD)
- 1945–1952 Heinrich Breithaupt (SPD)
- 1945–1945 Carl Kraft I (SPD), Eduard Plattner (SPD)
- 1933–1945 Karl Kraft II
- 1919–1933 Carl Kraft I (SPD)

### Wappen
| Wappen von Nieste | Blasonierung: „In einem roten Zinnenschildhaupt zu drei Zinnen, deren äußere aus dem Schildrand hervorgehen, ein silbernes Sensenblatt, unter dem Schildhaupt im wellenschnittartig von Silber und Grün schräggeteilten Schilde oben und unten in verwechselten Farben je einen aus der Wellenteilung ausgezogenen Buchenzweig zu drei Blättern.“                                                                                             |
| Wappen von Nieste | Wappenbegründung: Das Sensenblatt und die Zinnen weisen auf die im Gebiet der heutigen Gemeinde gelegene, einstige Burg Sensenstein hin. Die zwei dreiblättrigen Buchenzweige sind die Symbole für die Lage der Gemeinde zwischen dem Naturpark Kaufunger Wald und dem Naturpark Münden. Der Wellenschnitt steht für den namengebenden Bach „Nieste“. Das Wappen wurde am 4. April 1982 durch das Hessische Ministerium des Innern genehmigt. |

### Flagge
Die Flagge wurde der Gemeinde am 8. April 1982 durch das Hessische Ministerium des Innern genehmigt und wird wie folgt beschrieben:
„Die Flagge der Gemeinde Nieste zeigt auf der von Grün, Weiß und Rot im Verhältnis 1:4:1 längsgeteilten Flagge in der weißen Mittelbahn das zum Flaggenmast hin leicht verschobene Wappen der Gemeinde.“

### Partnerschaften
Die Gemeinde Nieste unterhält partnerschaftliche Beziehungen zu
- Frankenhain, Ortsteil der Landgemeinde Geratal im Ilm-Kreis in Thüringen.
- Dunaszentgyörgy, Ungarn
- San Marco, Italien

## Religion

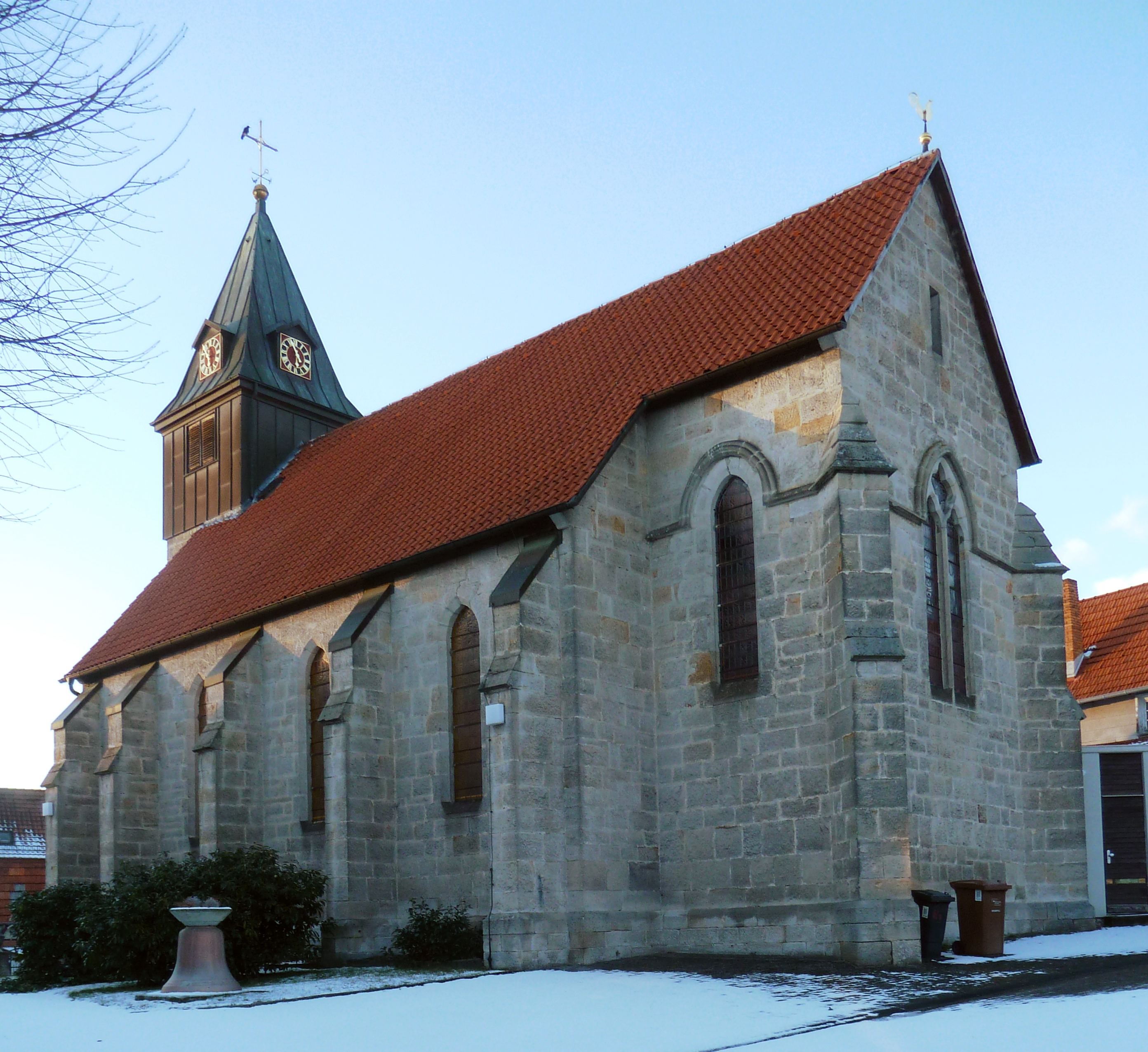
St.-Anna-Kirche

Die Evangelisch-lutherische St.-Anna-Kirchengemeinde wurde zum 1. Januar 2011 mit der Paul-Gerhardt-Kirchengemeinde Escherode in Staufenberg zur neuen Evangelisch-lutherischen Dreieinigkeits-Kirchengemeinde Escherode-Nieste in Staufenberg zusammengelegt. Sie gehört zum Kirchenkreis Göttingen-Münden des Sprengels Hildesheim-Göttingen der hannoverschen Landeskirche. Seit 2023 besteht eine pfarramtliche Verbindung der Kirchengemeinde Escherode-Nieste zur Kirchengemeinde Uschlag. Pfarrsitz ist jetzt Uschlag.

## Sehenswürdigkeiten
- Wallanlage der einstigen Burg Sensenstein auf dem Gerholdsberg
- „Niester Riesen“, Mammutbäume am Gerholdsberg
- Wandergebiet „Gläsnertal“
- Freizeitanlage „Bleichwiesen“
- Deutsche Märchenstraße, führt durch das Dorf
- Eiche bei der Jugendburg Sensenstein mit einem Brusthöhenumfang von 6,15 m (2016).[22]

## Wirtschaft und Infrastruktur
Nieste ist eine Wohngemeinde ohne Industrie und ist umgeben von ca. 150 km Wander- und Radwanderwegen.
Der Ort hat einen Supermarkt, Kfz-Werkstatt, Ärzte, Kfz-Prüfstelle sowie Sparkasse und Restaurants. Auch die Königsalm ist hier beheimatet.

### Verkehr
Nieste ist mit der acht Kilometer entfernten Anschlussstelle Kassel-Nord der A 7 an das Fernstraßennetz angebunden. Von Kassel aus ist Nieste durch das Niestetal über die Landesstraßen L 3237/L 563 erreichbar. Über die Landesstraße L 563 erreicht man in östlicher Richtung, zunächst durch das Endschlagtal und weiter durch das Wengebachtal und über den Umschwang, die Gemeinde Kleinalmerode, einen Stadtteil von Witzenhausen. Verbindungen zu den Nachbarorten werden durch verschiedene Kreisstraßen hergestellt.
Nieste gehört zum Tarifgebiet KasselPlus des Nordhessischen Verkehrsverbund (NVV) und wird regelmäßige durch die Buslinie 34 bedient. Es bestehen Fahrbeziehungen nach Kaufungen und von dort aus weiter mit der Tram Linie 4 nach Kassel, sowie nach Escherode und von dort aus weiter mit der Buslinie 32, über Staufenberg und Niestetal, nach Kassel.

### Bildung
Die Gemeinde verfügt über einen Kindergarten mit Ganztagesbetreuung und eine Grundschule. Eine Gesamtschule befindet sich in Kaufungen, andere weiterführende Schulen in Kassel.